# Kholmove
Kholmove (en (ucraïnès): Холмове) és un poble de la República Autònoma de Crimea a Ucraïna, que el 2014 no tenia cap habitant. Pertany al districte de Krasnogvardiiske.